# Ринда (бронепалубна корвета, 1885)
Ринда (на руски: Рында) е бронепалубна корвета на Руския Императорски флот, втори кораб от типа „Витяз“. Един от първите руски кораби със стоманен корпус.

## Строителство
В края на 19 век руското морско ведомство влага почти всички средства в строителството на броненосни крайцери. Първите бронепалубни крайцери, руско производство, са двата еднотипни корвета: „Витяз“ и „Ринда“. Техническото задание за строителството им е съставено под влияние на възгледите на Иван Алексеевич Шестаков, който оглавява морското министерство през 1882 г. В Морския технически комитет постъпват проектите на капитана 1-ви ранг, в оставка, Леонид Павлович Семечкин и на френския инженер П. К. Дю Бюи, представител на Франко-Руския завод. Одобрение получава втория проект.
Договорът за постройка на двата корвета е сключен на 24 юни 1883 г. Наблюдаващи строителството е корабния инженер капитан Леонтиев. Корветата „Ринда“ е заложена на 16 август 1883 г. на Галерния остров в Санкт Петербург, на стапелите на Обществото на Франко-руските заводи. Постройката започва на 13 октомври.
Вече в хода на строежа Шестаков изисква допълнителна защита на машинното и котелното отделения със стоманена палуба с дебелина 1 – 2 дюйма. На 10 декември 1883 г. за тази работа е сключен допълнителен договор. За компенсиране на увеличената маса на корпуса са намалени запасите въглища и разчетната далечина на плаване. Промените в проекта продължават, няколко пъти са променяни разположението на вътрешните помещения, броя и калибъра на оръдията. За да се намали претоварването, вместо дървени мачти, за първи път в руския флот, на корвета са поставени стоманени.
Командирът на корветата „Витяз“ С. О. Макаров така описва ходовите качества на своя кораб (характеристиката е напълно приложима и за „Ринда“):
| „ | Ход слаб. При един от рейсовете – през сила 14,6 възела при попътно течение. Средно – 13,7 въз., 2750 сили, а трябват 3000 сили. Каква жалка индикаторна сила и скорост за неброниран съд от 3000 t. | “ |

## История на службата
- 1886 – 1889 г. – Първи поход в Атлантика и в Тихия океан.
- 1888 г. – Посещение на Сидни за празниците по 100-годишнината на английската колония в Австралия.

Корветът се командва от капитан 1-ви ранг Фьодор Карлович Авелан. В състава на офицерите са мичман Великия княз Александър Михайлович (внук на Николай I и граф Матвей Александрович Апраксин, лейтенантите княз Михаил Сергеевич Путятин и граф Николай Михайлович Толстой.
- 1892 – 1896 г. – Втори поход в Атлантика и Тихия океан.
- Октомври 1893 г. – В състава на ескадра посещава Тулон[2].
- 24 март 1906 г. – Прекласифициран на учебен кораб.
- 8 май 1917 г. – Преименуван на „Освободитель“.
- Май 1918 г. – Предаден в пристанище в резерв.
- 12 май 1922 г. – Изключен от списъците на флота и предаден за скрап.